# Јазбина Цветлинска
Јазбина Цветлинска је насељено место у саставу општине Бедња у Вараждинској жупанији, Хрватска. До територијалне реорганизације у Хрватској налазила се у саставу старе општине Иванец.

## Становништво
На попису становништва 2011. године, Јазбина Цветлинска је имала 337 становника.

## Попис1991.
На попису становништва 1991. године, насељено место Јазбина Цветлинска је имало 461 становника, следећег националног састава:
| Попис 1991.‍ | Попис 1991.‍ | Попис 1991.‍ | Попис 1991.‍ | Попис 1991.‍ |
| ----------- | ----------- | ----------- | ----------- | ----------- |
|             |             |             |             |             |
| Хрвати      | Хрвати      |             | 432         | 93,70%      |
| Словенци    | Словенци    |             | 4           | 0,86%       |
| Југословени | Југословени |             | 1           | 0,21%       |
| Срби        | Срби        |             | 1           | 0,21%       |
| непознато   | непознато   |             | 23          | 4,98%       |
| укупно: 461 |             |             |             |             |